# Sokové
Sokové měl být první český hraný filmový western. V roce 1911 ho vyrobil pro svoji společnost Kinofa režisér a kameraman Antonín Pech. Zachovalo se kolem patnácti nesestavených scén a film pravděpodobně nebyl dokončen a uveden na plátna kin. Žádné materiály neuvádějí podrobnosti o dalších tvůrcích a hereckém obsazení. Je zřejmé, že dochovaných 262,5 m v archivu NFA je pouhým torzem, z něhož si můžeme udělat jen hrubou představu o obsahu filmu. Zachovaly se také tři fotografie.
Pravděpodobná posloupnost dochovaných scén: Dvě dívky (jedna v černých, druhá v bílých šatech) tančí v baru, dva muži se o jednu z dívek pohádají a vznikne rvačka, která pokračuje až někde na skaliskách, jeden z banditů spadne ze skály a zabije se. Přichází dívka v černém, pláče nad mrtvým a kovboji si stěžuje na zločin. Ten vraha dohoní, přiváže ke stromu, ale v nestřeženém okamžiku vraha osvobodí dívka v bílém. Kovboj se vrací a znovu dojde ke rvačce s banditou, při níž je zastřelena dívka v bílém. Bandita je spoután a odváděn pryč …